# Arlindo Barreto
Arlindo Tadeu Barreto Montanha de Andrade (Ilhéus, 19 de maio de 1953) é um ator, apresentador, palhaço e pastor evangélico brasileiro, conhecido por ter sido um dos intérpretes do palhaço Bozo. Sua vida foi a inspiração para o filme Bingo: O Rei das Manhãs, lançado em 2017.

## Biografia
Arlindo nasceu na cidade de Ilhéus, Bahia, filho da atriz e vedete Márcia de Windsor.
Ele ganhou notoriedade por ter sido um dos intérpretes do palhaço Bozo na década de 1980 no SBT. Enquanto atuava como Bozo, Arlindo viciou-se em drogas. 
Após alguns anos, converteu-se à Igreja Batista e tornando-se pastor, ao ser impedido de usar o personagem Bozo, criou o palhaço Mr. Clown. Atualmente coordena o projeto Hidrovia Tietê, filiado a CBESP (Convenção Batista do Estado de São Paulo), que possui um barco que sobe o rio Tietê levando ajuda à população das cidades ribeirinhas, distribuindo alimentos, roupas, remédios e bíblias, além de realizar atendimentos médicos.
Casou-se com Elizabeth Locatelli, produtora do programa Bozo, com quem teve dois filhos. Arlindo já tinha outro filho de um relacionamento anterior. Após quase 30 anos de relacionamento Arlindo e Elizabeth se divorciaram. Em 2017 Arlindo aguardou o nascimento de dois netos, frutos do casamento do filho mais velho, que é retratado no filme, e do casamento da filha mais nova, Stacy Locatelli que é atriz e cantora. 
Em 2012, trabalhou no SBT com a dupla Patati Patatá.
O filme Bingo: O Rei das Manhãs, acompanhando a vida de Arlindo Barreto, foi lançado em 2017. Dirigido por Daniel Rezende, o longa-metragem traz Vladimir Brichta no papel de Barreto. O nome "Bozo" não foi usado por questões de direito autoral. Em entrevista ao jornal O Globo, Barreto declarou que os eventos mostrados no filme de fato aconteceram, mas de forma diferente. Ele deu permissão para as mudanças por entender que elas aumentariam o efeito dramático, necessário para que o filme fosse interessante – mas fez questão que fosse mostrada sua conversão à Igreja Evangélica.

## Carreira

### Na televisão
- 1981 – Os Imigrantes
- 1980 – Dulcinéa Vai à Guerra
- 1979 – Cara a Cara
- 1978 - Sítio do Pica-Pau Amarelo - A Raiz Milagrosa
- 1978 – Gina
- 1978 – Maria, Maria
- 1982 a 1987 – Bozo

### No cinema
Como ator
- 1979 - A Intrusa;
- 1979 - E Agora José? - Tortura do Sexo;
- 1979 - As Borboletas Também Amam … Flávio (apresentando);[8]
- 1979 - Vamos Cantar Disco Baby;
- 1980 - A Noite das Taras;
- 1980 - Corpo Devasso;
- 1980 - Império das Taras;
- 1980 - O Inseto do Amor;
- 1980 - Palácio de Vênus;
- 1981 - A Insaciável - Tormentos da Carne;
- 1981 - Anarquia Sexual;
- 1981 - Delírios Eróticos;
- 1981 - Me Deixa de Quatro;
- 1982 - A Fábrica das Camisinhas;
- 1982 - A Primeira Noite de Uma Adolescente;
- 1982 - Mulheres Liberadas;
- 1982 - Sexo às Avessas;

Como diretor
- 1983 - Escândalo na Sociedade;

Como redator
- 2011 - Carrossel Animado